# Tenortrommel

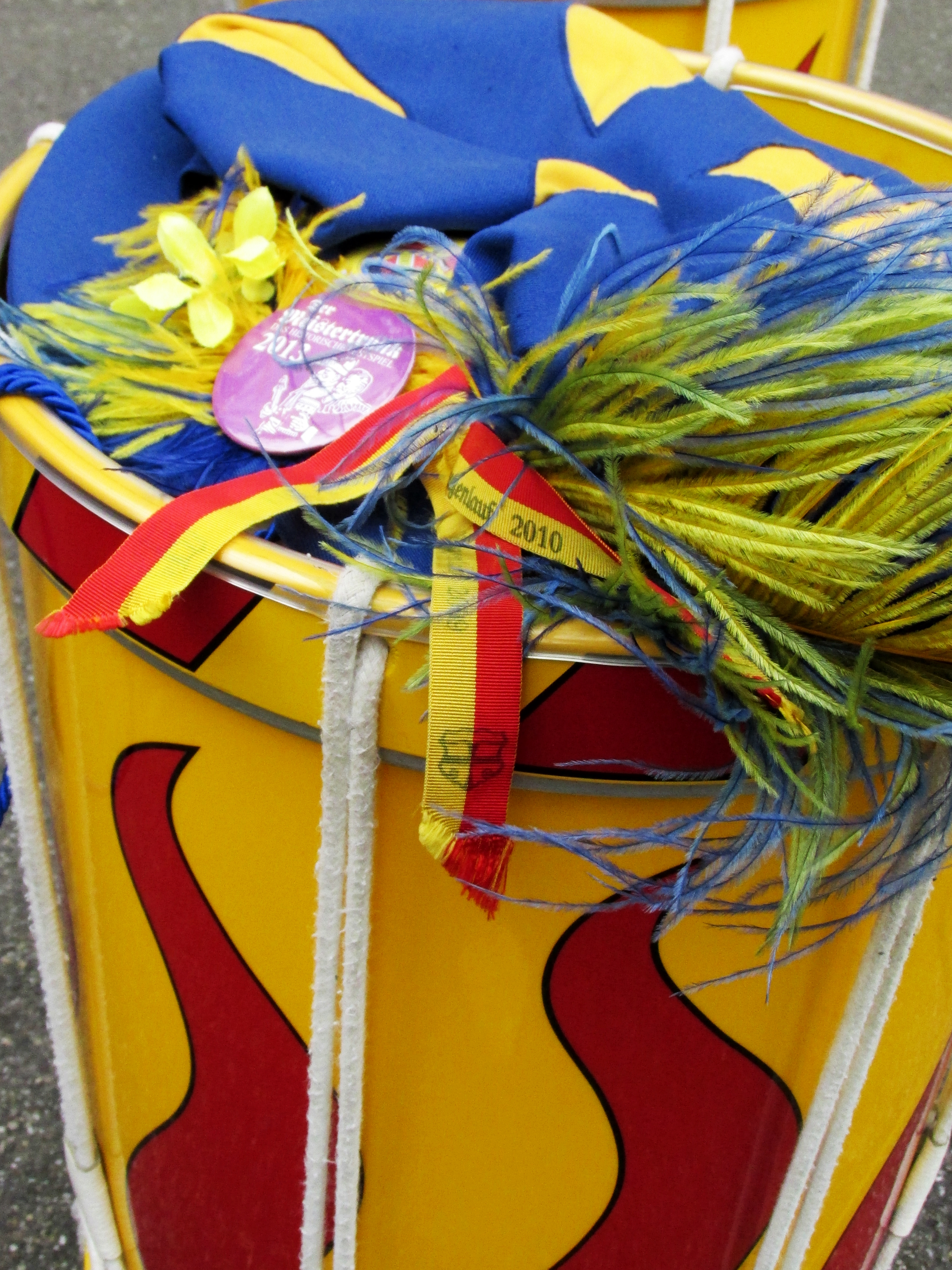
Landsknechtstrommel mit Flammendekor und Federschmuck bei einem historischen Fest 2016.

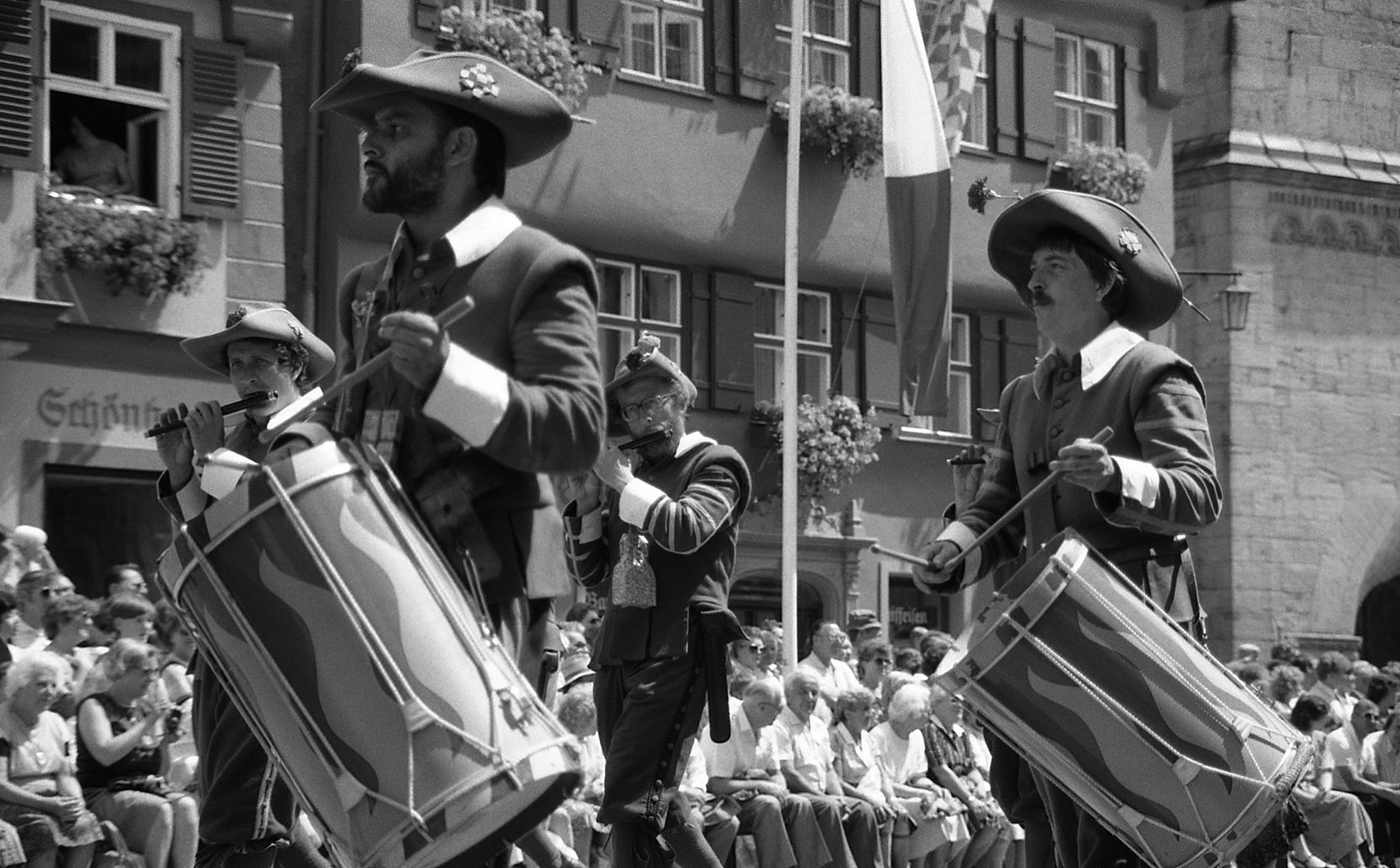
Trommelzug mit Landsknechtstrommeln 1986 bei der Kinderzeche in Dinkelsbühl

Eine Tenortrommel, Paradetrommel, Wirbel- oder Rolliertrommel ist eine zylindrische Trommel mit ausgeprägtem Grundton, der etwas tiefer liegt als bei der Kleinen Trommel. Ihr Korpus besteht aus Holz sowie aus Metall. Die Weite beträgt etwa 40 cm, die Höhe 30 bis 40 cm. Meist hat sie beidseitig ein Trommelfell sowie auf dem unteren, nicht bespielbaren Fell so genannte Schnarr- oder Resonanzsaiten.
Die Landsknechtstrommel hingegen ist eine Sonderform der Tenortrommel. Die Weite beträgt 40 bis 50 cm, die Höhe hingegen 60 bis 80 cm, manche Modelle sogar einen Meter.

## Einsatz in verschiedenen Musikbereichen
In der Marschmusik hat die Tenortrommel kein zweites Trommelfell, insbesondere in amerikanischen Marching-Bands. Sie wird dabei mit einem Gestell oder Gurt zum Marschieren getragen. Es gibt Anordnungen mit mehreren Tenortrommeln (Multitenortrommel), die je nach Anzahl duos (2 Stück), tris (3 Stück), quads (4 Stück), quints (5 Stück) und squints, hexes, six-packs oder sextets (6 Stück) genannt werden.
In der Samba-Musik hat sie zwei Trommelfelle, wird mit einem Gurt getragen und mit harten Schlägeln gespielt. Dort wird sie Alfaia genannt.
Fanfarenzüge spielen ein Repertoire, welches sowohl aus historischen Märschen und Aufzügen als auch aus konzertanter Musik besteht. Stand noch vor einigen Jahren die Marschmusik im Vordergrund, so wurde in jüngster Vergangenheit mehr Wert auf Kompositionen fürs Bühnenspiel gelegt. Im Laufe der Zeit hat sich die Landsknechtstrommel bei traditionellen Fanfarenzügen als am weitesten verbreitetes Schlaginstrument durchgesetzt.
Die Landsknechtstrommel hatte sich im 15. Jahrhundert aus der Spielmannstrommel oder Kleinen Trommel entwickelt, einer kleinen, hölzernen Zylindertrommel mit zwei Fellen und mehreren Schnarrsaiten, die an einer Schlaufe vom Arm des Spielers hing, nur mit einer Hand angeschlagen wurde, während die andere Hand eine Flöte spielte. Da der Klang der Spielmannstrommel leise war – das Instrument musste leicht zu tragen und daher klein sein – fing man im 15. Jahrhundert an, diese Trommeln immer größer und klangstärker zu bauen, um sie auch für militärische Zwecke einsetzen zu können. Denn die Hauptaufgabe der Landsknechtstrommel war es, Signale zu geben und den Marschier-Rhythmus zu markieren. Einzel-, Doppelschläge und Wirbel gehörten bereits zum üblichen Repertoire an Schlagtechniken.
Im Schlagwerk eines Sinfonieorchesters steht die Tenortrommel waagerecht auf einem Ständer oder Beinen. Als Schlägel kommen hier meist Hartholzstöcke mit weicherem Kopf, als sie bei der Kleinen Trommel verwendet werden, zum Einsatz. Hector Berlioz schrieb in seinem Requiem (1837) jedoch vor, sie in B zu stimmen und mit Paukenschlägeln zu spielen. In heutigen Orchestern wird sie meist durch die Rührtrommel mit abgehobenen Schnarrsaiten ersetzt.
In der 2. Hälfte des 18. Jahrhunderts tauchte die Landsknechtstrommel unter der Bezeichnung „tambour“ erstmals im Orchester auf: Georg Friedrich Händel (Feuerwerksmusik, 1749) und Christoph Willibald Gluck (Iphigénie en Tauride, 1779) setzten sie ein. Da die Landsknechtstrommel oft als Kriegsinstrument gedient hatte, erfolgten ihre ersten Einsätze im Orchester in der Absicht, eine militärische Atmosphäre zu erzeugen, wie z. B. in Josef Haydns Militärsymphonie (1794). Eine programmatische Anwendung lieferte Ludwig van Beethoven in seiner Schlachtensymphonie Wellingtons Sieg (1813): In diesem Werk gab er den beiden gegnerischen Armeen jeweils ein eigenes Trommelsignal. Intensiverer Gebrauch von der Landsknechtstrommel wurde im Opernorchester gemacht; erwähnt sei hier Gioachino Rossini, der sie in seiner Oper La gazza ladra (Die diebische Elster, 1817) sogar solistisch einsetzte.

## Diskografie
Ein Lied von Walter Gättke aus dem Jahr 1919 ist mit „Die Landsknechtstrommel“ betitelt.
Der Botho Lucas-Chor hat eine Schallplattenaufnahme „Die Landsknechtstrommel“ bei EMI veröffentlicht, Erscheinungsjahr 1963 und bei Electrola, Erscheinungsjahr 1973.